# 陳希烈
陳希烈（？—758年2月9日），字子明，宋州人。唐朝官员。

## 生平
精於玄學，開元時期，在皇宮講解《老子》《易經》，用神仙符瑞以取媚於唐玄宗，累遷至秘書少監。曾代張九齡專判集賢院事。唐玄宗如有撰述，必經其手。被李林甫引為宰相。凡事唯唯诺诺，只負責簽字。开元二十六年至二十九年间，职位为黄门侍郎。天宝四年（745）年，职位为金紫光禄大夫行门下侍郎、集贤院学士兼崇文馆大学士。天宝五年（746年）时，职位为光禄大夫行门下侍郎、同中书门下平章事。天宝九年（750年）时，为特进行左相兼兵部尚书、崇元馆大学士、集贤院、宏文馆大学士、上柱国、颍川郡公，进爵许国公。安史之乱爆发后，投降安禄山。
至德二年（757年），郭子仪收复长安。十二月（758年），陈希烈与达奚珣等二百余人被囚禁于杨国忠宅第中审讯。二十七日，达奚珣等一十八人被处斩，陈希烈等七人赐自尽于大理寺。

## 家庭

### 曾祖
- 陈叔达，南陈义阳王，隋朝八州都督、侍中、江国公[3]

### 祖父
- 陈迪，唐朝陈州刺史[3]

### 父亲
- 陈瑾，赠工部尚书[3]

### 子女
- 陈汭，唐朝太仆少卿、东都少府少监事，陈汭子河南府户曹参军陈诸，娶赠工部侍郎独孤楚女（744年—809年9月26日），生一子二女
- 陈洳，第十子，唐朝汉州别驾[3]
- 陈至，第三女，嫁太子右赞善大夫独孤彦[3]